# Zuur eikenbos
Het zuur eikenbos is een karteringseenheid in de Biologische Waarderingskaart (BWK) van Vlaanderen en het Brussels Hoofdstedelijk Gewest met als code 'qs'.
In de vegetatiekunde wordt dit biotoop vertegenwoordigd door drie sub-associaties van het beuken-eikenbos.
Het zuur eikenbos staat gewaardeerd als 'Biologisch zeer waardevol'.

## Naamgeving, etymologie en codering
- BWK-code: qs
- Syntaxoncode (Nederland): 42Aa02b Beuken-zomereikenbos met adelaarsvaren (Fago-Quercetum pteridietosum), 42Aa02c Beuken-zomereikenbos met lelietje-van-dalen (Fago-Quercetum convallarietosum) en 42Aa02e Beuken-zomereikenbos met gladde witbol (Fago-Quercetum holcetosum)

## Kenmerken
Zure eikenbossen zijn te vinden op droge tot vochtige, voedselarme bodems op zand- of leemgronden. Het kunnen zowel oude, min of meer natuurlijke bossen zijn als recentere aanplantingen. Ze komen op dezelfde standplaatsen voor als het zuur beukenbos, waarbij het vooral de aanvankelijke aanplant is die het type bepaalt.

### Soortensamenstelling

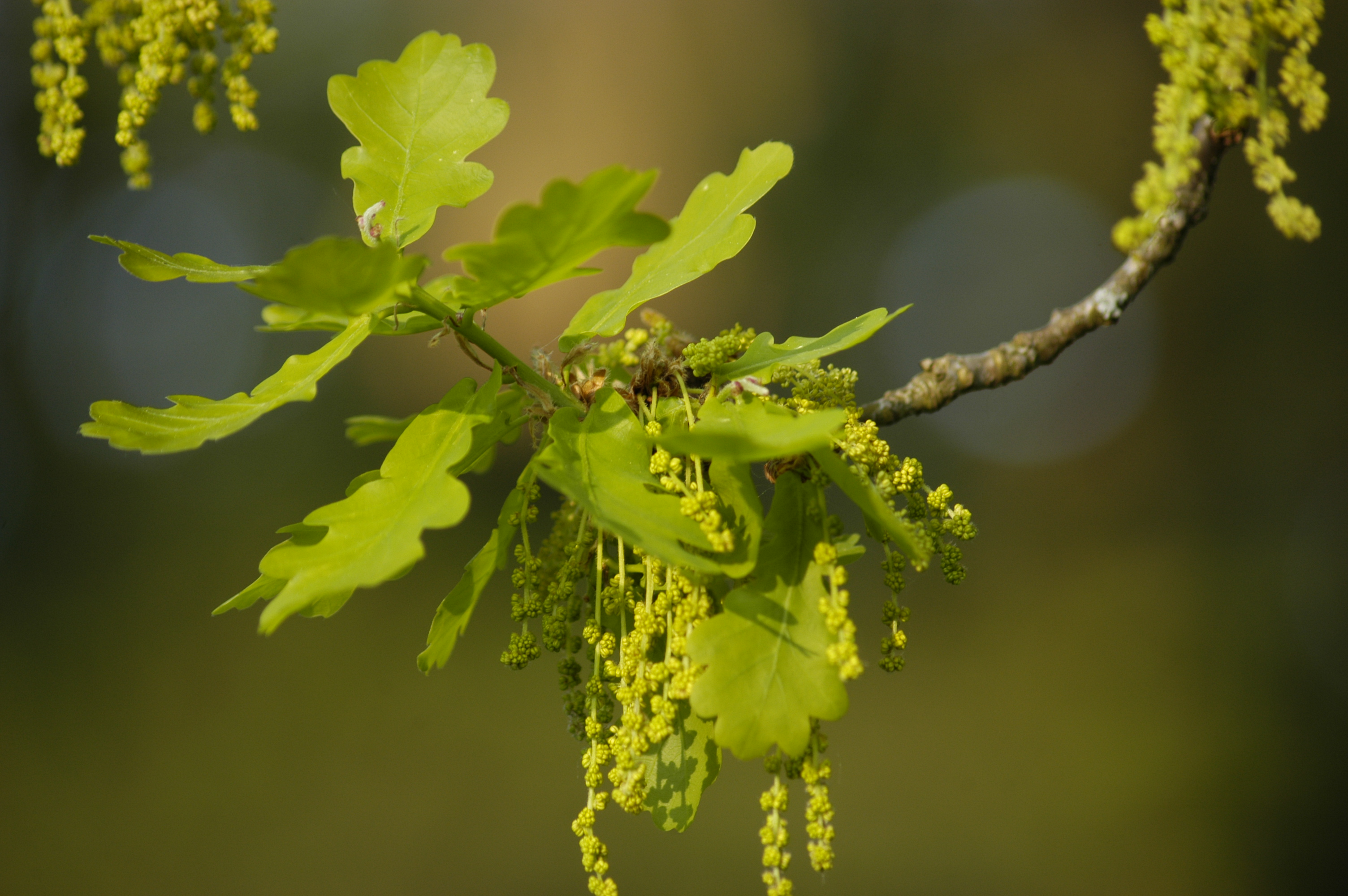
Zomereik

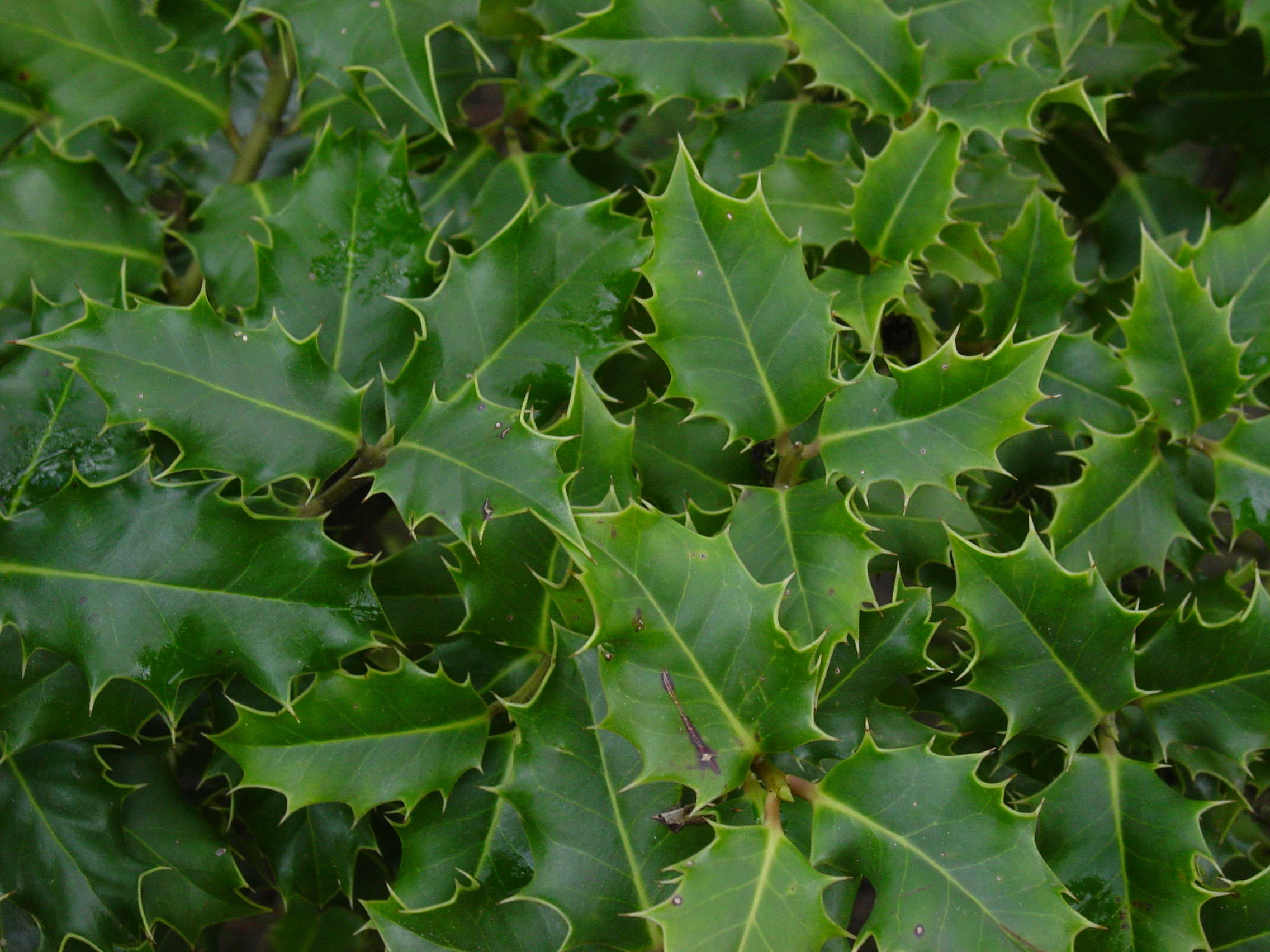
Hulst

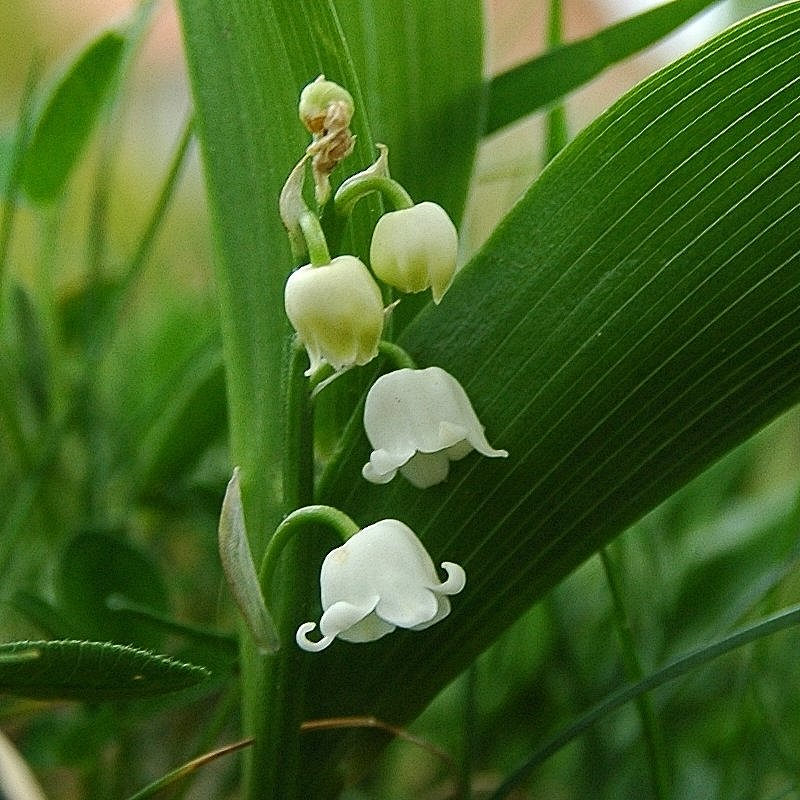
Lelietje-van-dalen

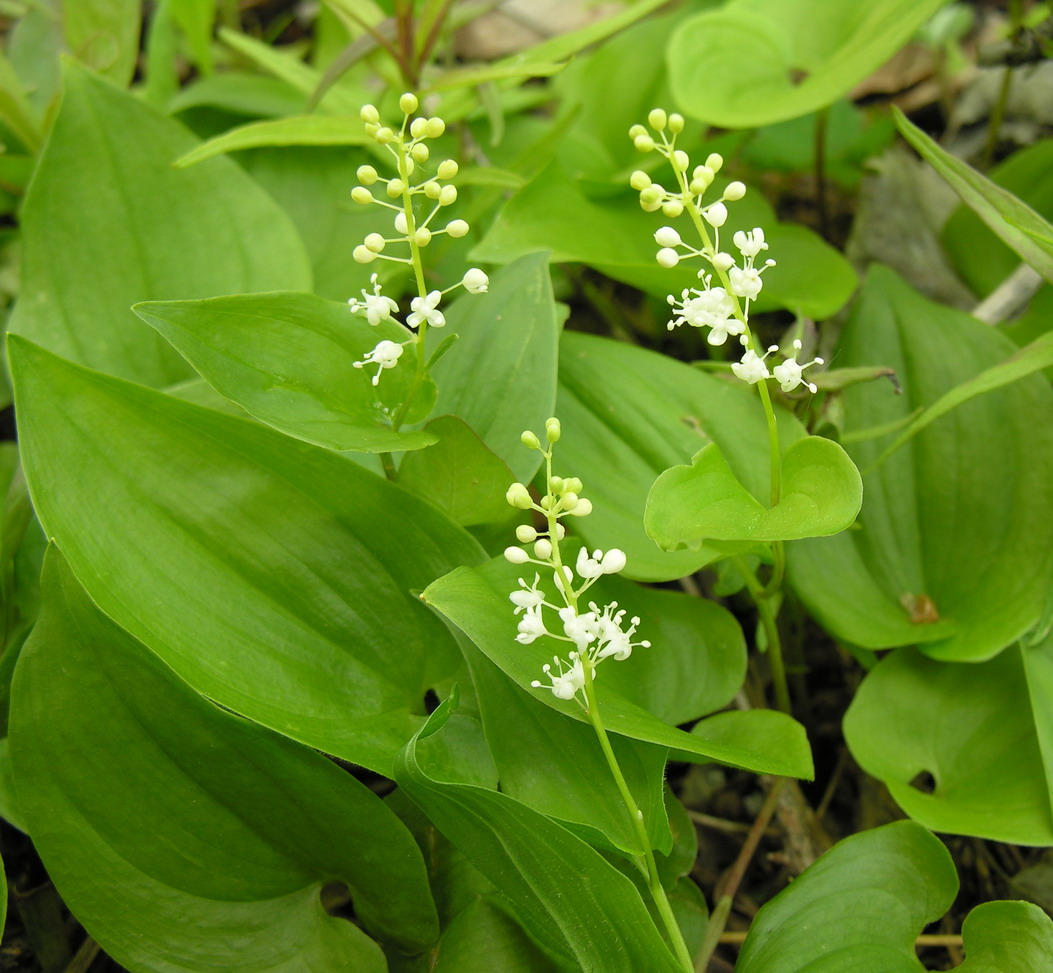
Dalkruid

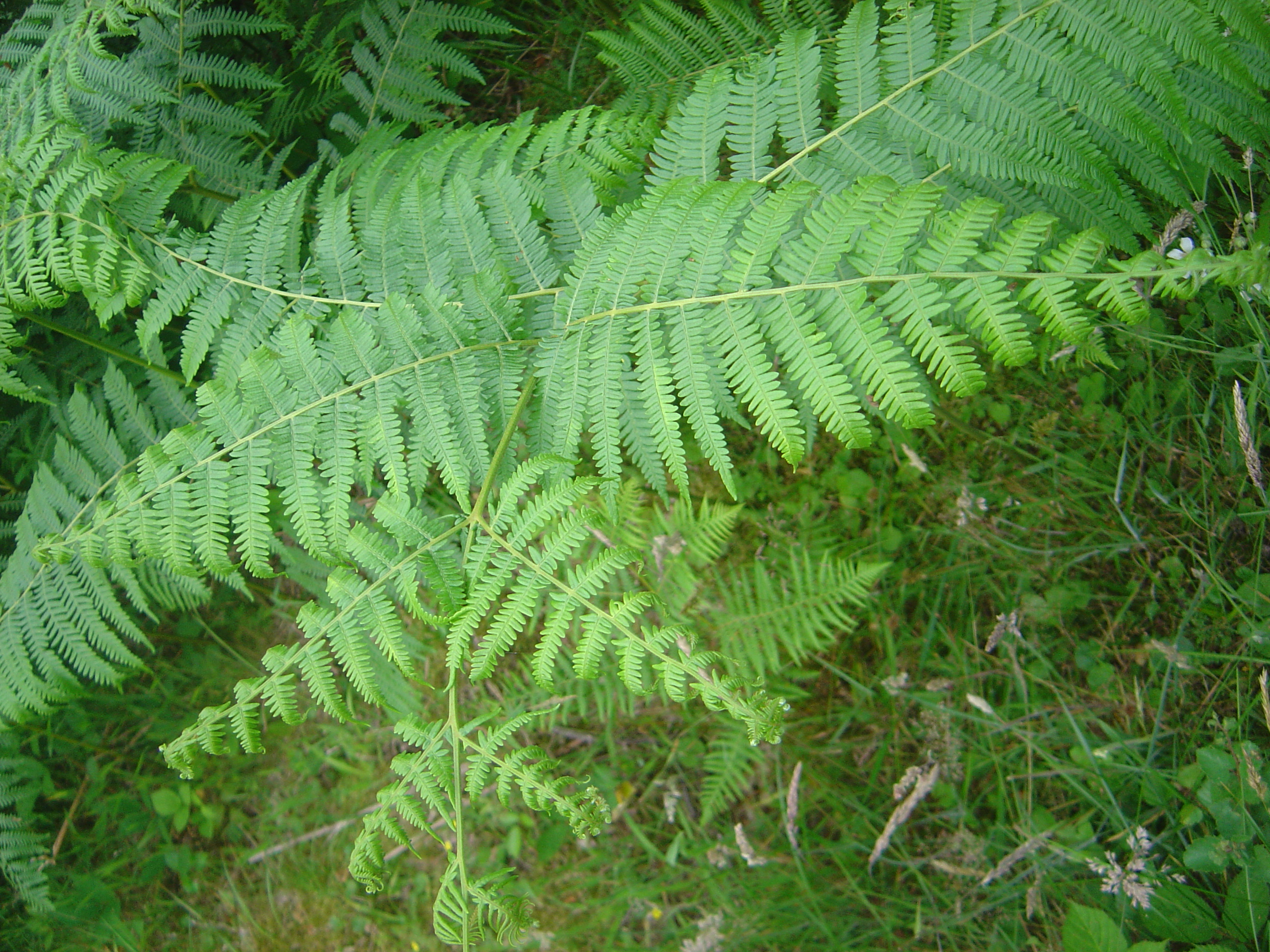
Adelaarsvaren

De boomlaag bestaat vooral uit zomereik, aangevuld met ruwe berk, tamme kastanje en Amerikaanse eik. De struiklaag en de kruidlaag zijn meestal soortenarm en weinig ontwikkeld, en soms zelfs beperkt tot bramen.
| Ind.soort  | Nederlandse naam   | Wetenschappelijke naam | Opmerking |
| ---------- | ------------------ | ---------------------- | --------- |
| Boomlaag   |                    |                        |           |
|            | Zomereik           | Quercus robur          |           |
|            | Ruwe berk          | Betula pendula         |           |
|            | Tamme kastanje     | Castanea sativa        |           |
|            | Amerikaanse eik    | Quercus rubra          |           |
| Struiklaag |                    |                        |           |
| x          | Hulst              | Ilex aquifolium        |           |
| Kruidlaag  |                    |                        |           |
| x          | Lelietje-van-dalen | Convallaria majalis    |           |
| x          | Dalkruid           | Maianthemum bifolium   |           |
| x          | Wilde kamperfoelie | Lonicera periclymenum  |           |
| x          | Adelaarsvaren      | Pteridium aquilinum    |           |
| x          | Ruige veldbies     | Luzula pilosa          |           |
| x          | Valse salie        | Teucrium scorodonia    |           |
| x          | Pilzegge           | Carex pilulifera       |           |
| x          | Witte klaverzuring | Oxalis acetosella      |           |
| x          | Bosgierstgras      | Milium effusum         |           |
|            | Gewone braam       | Rubus fruticosus       |           |
| Moslaag    |                    |                        |           |
|            | -                  |                        |           |

## Verspreiding en voorkomen
Het verspreidingsgebied van de zure eikenbossen is beperkt tot Noordwest-Europa, waarbinnen Vlaanderen een belangrijk oppervlakte-aandeel heeft. Het komt onder meer voor in het Zoniënwoud en het Meerdaalwoud in Vlaams Brabant, in de Zandstreek tussen Brugge en Gent, in de Voorkempen in de provincie Antwerpen en in het noordoosten van de provincie Limburg.